# بيت إسماعيل (ذي السفال)

تعديل مصدري - تعديل

بيت إسماعيل محلة تابعة لقرية الرحوب، التابعة لعزلة العنسيين بمديرية ذي السفال إحدى مديريات محافظة إب في الجمهورية اليمنية، بلغ تعداد سكانها 45 حسب تعداد اليمن لعام 2004.